# Droga wojewódzka nr 209
Droga wojewódzka nr 209 (DW209) – droga wojewódzka w województwach zachodniopomorskim i pomorskim o długości 61 km łącząca Sławno z Bytowem, stanowiąc element połączenia drogowego Darłowo-Kościerzyna-Grudziądz. Droga przebiega przez 3 powiaty: sławieński (gmina Sławno), słupski (gminy: Kobylnica i Kępice) i bytowski (gminy Trzebielino, Kołczygłowy, Borzytuchom i Bytów). Droga prowadzi obszarem mezoregionów Równiny Słupskiej, Wysoczyzny Polanowskiej i Pojezierza Bytowskiego. W 2019 roku został przebudowany odcinek Suchorze- Borzytuchom

## Miejscowości leżące przy trasie DW209
- Warszkowo
- Tychowo
- Korzybie
- Barcino
- Bronowo
- Miszewo
- Suchorze
- Kołczygłowy
- Jutrzenka
- Borzytuchom
- Świątkowo
- Bytów